# عين كرمة
عين كرمة واد الرمان هي جماعة قروية مغربية وسط البلاد. تنتمي جماعة عين كرمة واد الرمان لعمالة مكناس، وتضم 9.738 نسمة (حسب إحصاء 2004).